# Chamaeleo namaquensis
Chamaeleo namaquensis este o specie de cameleon din genul Chamaeleo, familia Chamaeleonidae, ordinul Squamata, descrisă de Smith 1831. A fost clasificată de IUCN ca specie cu risc scăzut. Conform Catalogue of Life specia Chamaeleo namaquensis nu are subspecii cunoscute.